# Telipna
Telipna is een geslacht van vlinders van de familie Lycaenidae, uit de onderfamilie Poritiinae.

## Soorten
- T. acraea Westwood, 1851
- T. acraeoides (Smith & Kirby, 1890)
- T. actinotina Lathy, 1903
- T. albofasciata Aurivillius, 1910
- T. atrinervis Hulstaert, 1924
- T. aurivillii Rebel, 1919
- T. cameroonensis Jackson, 1969
- T. citrimaculata Schultze, 1921
- T. consanguinea Rebel, 1919
- T. erica Suffert, 1904
- T. exsuperia Hulstaert, 1924
- T. hollandi Joicey & Talbot, 1921
- T. katangae Stempffer, 1961
- T. kayonza Jackson, 1969
- T. kelle Jackson, 1969
- T. laplumei Devos, 1919
- T. lotti Jackson, 1969
- T. maesseni Stempffer, 1970
- T. medjensis Holland, 1920
- T. nyanza Neave, 1904
- T. plagiata Joicey & Talbot, 1921
- T. rothi (Grose-Smith, 1898)
- T. rufilla (Grose-Smith, 1901)
- T. ruspinoides Schultze & Aurivillius, 1910
- T. sanguinea (Plötz, 1880)
- T. semirufa (Grose-Smith & Kirby, 1889)
- T. sheffieldi Bethune-Baker, 1926
- T. sulpitia Hulstaert, 1924
- T. transverstigma Druce, 1910
- T. villiersi Stempffer, 1965